# هالی اسپرینگز (کارولینای شمالی)
هالی اسپرینگز (به انگلیسی: Holly Springs) شهری در ایالت کارولینای شمالی کشور ایالات متحده آمریکا است که جمعیت آن در سرشماری سال ۲۰۱۰ میلادی، ۲۴٬۶۶۱ نفر بوده‌است.